# Slovenská národní fotbalová liga
Slovenská národní fotbalová liga (slovensky Slovenská národná futbalová liga, zkráceně SNFL), byla v letech 1969 – 1993 nejvyšší fotbalová soutěž na území Slovenské socialistické republiky (od 1. března 1990 na území Slovenské republiky). Byla založena v roce 1969 v souvislosti s federálním uspořádáním Československa, zanikla v roce 1993 při jeho rozpadu.

## Názvy soutěže
- 1969–1973: 3. liga – sk. C
- 1973–1981: Slovenská národní fotbalová liga
- 1981–1993: 1. slovenská národní fotbalová liga

## Přehled vítězů
- 1969/70 – ZVL Považská Bystrica
- 1970/71 – Strojárne Martin
- 1971/72 – Baník Prievidza
- 1972/73 – ZVL Kysucké Nové Mesto
- 1973/74 – VSŽ Košice
- 1974/75 – Zemplín Vihorlat Michalovce
- 1975/76 – ČH Bratislava
- 1976/77 – Chemlon Humenné
- 1977/78 – VSS Košice
- 1978/79 – Plastika Nitra
- 1979/80 – Tatran Prešov
- 1980/81 – ZŤS Petržalka
- 1981/82 – ZVL Žilina
- 1982/83 – Dukla Banská Bystrica
- 1983/84 – ZŤS Petržalka
- 1984/85 – DAC Poľnohospodár Dunajská Streda
- 1985/86 – Plastika Nitra
- 1986/87 – TJ Internacionál Slovnaft ZŤS Bratislava-Petržalka
- 1987/88 – Slovan CHZJD Bratislava
- 1988/89 – ZVL Považská Bystrica
- 1989/90 – Tatran Agro Prešov
- 1990/91 – Spartak Trnava ZŤS
- 1991/92 – FC Nitra
- 1992/93 – 1. FC Košice

## Nejlepší střelci
| Ročník  | Střelec           | Klub                                      | Branky |
| ------- | ----------------- | ----------------------------------------- | ------ |
| 1969/70 | Marián Vodecký    | TJ Železiarne Podbrezová/TJ Strojár Detva | 17     |
| 1970/71 | Ľubomír Gaštan    | TJ Strojár Detva                          | 17     |
| 1971/72 | Jaroslav Remža    | TJ Baník Handlová                         | 21     |
| 1972/73 | Karol Kráľ        | TJ Zemplín Vihorlat Michalovce            | 15     |
| 1972/73 | Anton Maňkoš      | TJ VSŽ Košice                             | 15     |
| 1973/74 | Jozef Mužík       | TJ PPS Detva                              | 18     |
| 1974/75 | Jozef Šálka       | TJ PPS Detva                              | 12     |
| 1975/76 | Jozef Pukalovič   | TJ Červená hviezda Bratislava             | 14     |
| 1976/77 | Štefan Hodoško    | TJ ZVL Kysucké Nové Mesto                 | 15     |
| 1977/78 | Jaroslav Ťažký    | TJ Plastika Nitra                         | 17     |
| 1978/79 | Štefan Tománek    | TJ ZVL Žilina                             | 15     |
| 1979/80 | Luboš Anina       | TJ ZŤS Martin                             | 14     |
| 1980/81 | Stanislav Griga   | TJ ZVL Žilina                             | 25     |
| 1981/82 | Ivan Šimček       | TJ ZVL Žilina                             | 16     |
| 1982/83 | Milan Nemec       | ASVŠ Dukla Banská Bystrica                | 22     |
| 1983/84 | Ladislav Tóth     | TJ DAC Poľnohospodár Dunajská Streda      | 22     |
| 1984/85 | Ladislav Tóth     | TJ DAC Poľnohospodár Dunajská Streda      | 22     |
| 1985/86 | Eduard Gajdoš     | TJ Plastika Nitra                         | 16     |
| 1986/87 | Rastislav Fiantok | TJ ZVL Považská Bystrica                  | 14     |
| 1987/88 | Miloš Lejtrich    | TJ ZVL Považská Bystrica                  | 18     |
| 1987/88 | Vladimír Vankovič | TJ Zemplín Vihorlat Michalovce            | 18     |
| 1988/89 | Peter Bárka       | TJ ZVL Žilina                             | 15     |
| 1989/90 | Pavol Vytykač     | TJ Tatran Prešov                          | 22     |
| 1990/91 | Jaroslav Šebík    | ŠK Žilina                                 | 23     |
| 1991/92 | Igor Klejch       | FC Nitra                                  | 21     |
| 1992/93 | Viktor Pobehajev  | 1. FC Košice                              | 16     |